# Едвард Рајан
Едвард Рајан (Скрентон, Пенсилванија, 14. децембар 1883 — Техеран, 18. септембар 1923) био је амерички лекар ирског порекла, велики хуманиста са репутацијом неустрашивог лекара, коју је стекао у грађанским ратовима у Мексику и Русије и Великом рату, на тлу Европе.

## Живот и каријера
Рођен је у Скрентону, Пенсилванија, 14. децембра 1883. године у радничкој породици ирског порекла. У родном граду похађао је државну школу и истовремено зарађивао џепарац у једној продавници дувана. Онда се запослио у локалним новинама – Републиканцу, затим у огласним агенцијама и агенцијама за вести. Новинарски посао напустио је 1908. године и отишао у Њујорк да студира медицину на Универзитету Фордам, у држави Њујорк где је дипломирао 1912. године. По завршетку студија клиничку праксу обављао је дуже време по првим болницама у Њујорку — Болници Св. Винсента и Болници Св. Породице у Бруклину. Специјализовао се у Градској болници у Њујорку, као и Болници Њујоршке општине и другим клиникама које су сарађивале са Њујоршким универзитетом. 

### Мексичка авантура
Када је Стејт департмент објавио оглас да тражи добровољце за одлазак у Мексико, ради помоћи у евакуацији америчких грађана затечених у овој земљи мексичком револуцијом. Рајан се одмах пријавио.
Испред америчког Црвеног крста упућен је у Мексико 1913. године, где је учинио врло много у погледу лекарске помоћи. Боравећи у Мексику именован је за представника Министарства спољних послова и америчког Црвеног крста, и у том својству пропутовао је цео Мексико, водећи бригу о америчким поданицима које је револуција затекла на територији Мексика. Како се увек налазио на самом бојишту и присуствовао биткама код Тореона (првој идругој), Сан Педра, Салтила, Монтереји, Лерда, и другим мање значајним местима у многим приликама био је једини лекар који се налазио у борбеној линији, због чега је стекао репутацију неустрашивог лекара. Након што се нашао, са још неколико сарадника у Закекатосовом заробљеништву, у логорским условима понашао се изузетно храбро и стоички. Наиме током овог ужасног искуства свакодневно је извођен тринаест пута узастопцена на губилиште, стичући из дана у дан све веће самопоуздање, Мексичко министарство иностраних послова, на захтев Американаца, издејствовало је да Рајан буде ослобођен. У Мексику је провео скоро пуне две године, после чега се вратио у Америку.

### Балканска авантура.[7]
По избијању Великог рата, у америчком Црвеном крсту понудили су му неколико земаља којима је помоћ лекара била потребна. Од понуђених изабрао је Србију, у коју је са Америчком медицинском мисијом кренуо 9. септембра 1914. године, редовном линијом трговачког парног брода из Њујорка за Пиреј, а затим до Солуна. Преко Ниша у Београд у који је стиго 16. октобра 1914. године, и одмах преузео војну болницу у Београду, тада препуну рањених српских војника. У извештају упућеном Националном штабу Црвеног крста у Вашингтону др Рајан наводи:
...Стигли смо 16. октобра и одмах преузели велику болницу. Од кад смо стигли нисмо имали времена ни за шта друго сем за рад и спавање. Многи од повређених нису били превијени неколико дана. Kако имамо око 150 тешких рањеника, а потребно је да их превијамо сваког дана, завршавамо рад после 23 часа, а некад и касније... Нови случајеви стижу сваког дана и бићемо препуњени за веома кратко време. Хирурзи су овде ретки, а како има око 50.000 рањених широм целе земље, јасно видите какви су нам услови.
У Београдској болници је боравио до октобра 1915. године, када је извршивши око 8.000 хируршких захвата. Његов медицински допринос српском народу, у тренуцима када је чак и његов биолошки опстанак био угрожен, остаће забележен као немерљив, јер се у Србији нашао у тренутку када су људи његовог кова и лекарског позива највише требали. 
Остало је забележено да је 1916. године делио жито београдској сиротињи које је амерички Црвени крст купио у Румунији.
Након одласка из Србије вратио се у САД. Међутим убрзо је овог борбеног Ирца његов немирни дух, велико срце и неизмерна храброст, вратила 1917. године у Европу, овај пут у Француску. 
Потом је краће време боравио на Солунском фронту (пред сам пробој) у коме је имао запажену улогу у борби против маларије од које су оболели многи савезнички војници.

### На Балтику и у Русији (1919–1922)
Од 1919. до 1922, потпуковник др Рајан провео је на раду у три балтичке државе, Естонији, Летонији и Литванији. Под његовим руководством, као шефом мисије у балтичким земљама и северној Русији, Амерички црвени крст (ARC) отворио је своје испоставе од Хелсинкија у Финској до Каунаса у Литванији, У балтичким државама ARC је обављао задатке под изузетно тешким условима, а др Рајан се трудио да буде на више места одједном „и у чему је готово увек успевао”.

## Последње године живота
Последње године живота провео је на Балтику и Русији, одлазећи чак и у бољшевичку Москву иако му је амерички изасланик за балтичке земље то изричито забрањивао.
Умро је у 39 години живота, 18. септембра 1923. године у Техерану. Узрок смрти била је маларија којом се најверовероватније заразио још током боравка на Солунском фронту у Грчкој. Сахрањен је у родном Скрентону у Пенсилванији 11. фебруара 1924. године. Његове колеге опростиле су се на одру речима да ће га се заувек сећати као „највећег међу нама“.
Поводом Рајанове смрти Chicago Daily Tribune, само три дана после његове смрти, у свом некрологу посвећеног др Рајану, овај лист написао је да је умро лекар „широм света познат по свом раду у борби против епидемија“. У српској јавности нико се није огласио. Изузетак је била скромна комеморација у Српском лекарском друштву, где је др Д. Стојимировић говорио о његовој личности и његовом делу.